# Ігнатович Борис Всеволодович
Борис Всеволодович Ігнатович (22 березня (3 квітня) 1899, Слуцьк, Мінська губернія — 4 квітня 1979, Москва, CPCP) — білорусько-український радянський фотограф, майстер документальної фотографії, репортер, кінооператор, журналіст, новатор і педагог. Започаткував радянську авангардну фотографію 1920—30-х та фотожурналізм. Один з найзначніших художників і «формалістів» свого часу.

## Біографія

### Родина
Борис Ігнатович народився 4 квітня 1899 року в місті Слуцьк (Мінська губернія) в сім'ї вчителя математики старших класів гімназії. Батько — Всеволод Євстахійович Ігнатович (1864—1904), уродженець Вітебська (Вітебська губернія) з родини дворянського стану. Мати — Марія Михайлівна Ігнатович (1875—1942), уродженка села Красний Кут, Катеринославської губернії (тепер Луганська область) з родини сільських наймитів.

### Навчання
З 1908 по 1914 рік Ігнатович навчався в гімназії в місті Лодзь (Польща), аж до перших місяців Першої світової війни і битви за Лодзь між німецькою та російською арміями. З 1914 по 1917 рік — в гімназії Луганська. Після раптової смерті батька, родина залишилася фактично без засобів до існування з чотирма дітьми.
З 1912 по 1918 роки давав приватні уроки для оплати підручників і фінасово підтримував мати.
У березні 1917 року, за два місяці до отримання атестата зрілості, Борис Ігнатович був виключений з Луганської гімназії за видання рукописного журналу «Шантрапа» і участь в революційних заворушеннях: гімназисти організували страйк, зірвали заняття і влаштували масові вуличні протести, Ігнатович йшов попереду старших класів і ніс червоний прапор. Борис Ігнатович поїхав в Петроград, до старшого брата Мстислава, який навчався в Морському інженерному училищі. В 1918 році він закінчив зі срібною медаллю Виборгськую гімназію і повернувся до Луганську, де працював журналістом в газеті «Північно-донецький комуніст».

### Професійна діяльність
У 1919—1920 роки вступив до лав РКП (б), працював літературним співробітником харківської газети Червона Зірка і київської Всеіздат, відповідальним редактором уфимской газети «Червона Башкирія», завідував обласним відділом Російського телеграфного агентства в Стерлітамаку. Як один з перших членів, створеного Російського Союзу радянських журналістів, брав участь в 1918 році в Першому Всесоюзному з'їзді журналістів. У 1921—1922 роках працював заступником редактора, а потім редактором московської газети «Гірник», за публікацію нібито неперевірених «рабкоровських листів» читачів з провінції був переведений з членів РКП (б) в кандидати і відсторонений від посади редактора.
Незабаром Ігнатович переїхав у Ленінград, де завідував редакціями ленінградських гумористичних журналів «Дрезина», «Смехач» і «Бузотера». Там він зустрів художника Володимира Васильовича Лебедєва і захопився фотографією, практикуючись в техніці фотозйомки на кишеньковому фотоапараті "Кодак".
Навесні 1923 року, в розпал НЕПу, Борис Ігнатович зробив свій перший репортажний кадр. Він сфотографував письменника Михайла Зощенка за покупкою яблук у редакції журналу «Смехач» в Петрограді, попросивши прийшов до редакції письменника і одного попозувати.
У 1925 році Ігнатович був відновлений в рядах РКП (б) і повернувся в Москву, де працював завідувачем редакцією журналу Робочий тиждень, ілюстративному додатку до газети «Труд». У 1926 році придбав свої перші професійні фотокамери: дзеркальний «Неттель» 9х12 і величезний металевий «Фогтлендер» 10х15. Брав участь у виставці фоторепортажу, організованої Асоціацією московських фоторепортерів при Будинку друку в Москві .
У 1927 році вступив до редакції знаменитої в ті роки московської газети «Біднота» на посаду більд-редактора, знімав репортажі про сільське життя, про Волховстрой, перші турбіни. У 1928 році за завданням редакції знімав Лудорвайський процес над кулаками в Удмуртії .
З 1929 року — професійний фоторепортер журналів «Сучасна архітектура», авангардного по дизайну «Даешь», в якому були опубліковані 13 авторських фотонарисів, «Радиослушатель» і «Иллюстрированной рабочей газеты». Одним з перших в Радянському Союзі став знімати німецької малоформатної камерою «Лейкою». Серія кадрів, знятих цією камерою, опублікована на сторінках журналів «Советское фото» («З новим урожаєм», «Червоноармієць», «Груповий портрет», «На оборі») і в журналі «Даешь». У 1929 році тільки в журналі «Советское фото» двічі надруковані його фото на обкладинках і ще 16 кадрів в десяти номерах. У 1929 році брав участь у фотовиставці Товариства друзів радянського кіно (ОДСК) в Москві, на якій під час розвішування експозиції познайомився з Олександром Родченко. Брав участь у виставці художньої фотографії в Відні (Австрія) і модерністської виставці Фільм і Фото в Штутгарті (Німеччина).
У 1930 за сценарієм Есфірі Шуб зняв на кіностудії Союзкінохроніка кінонарис "Сьогодні", частина кадрів якого була опублікована в журналі "Кино и Жизнь" (1930, № 21), а також брав участь у створенні одного з перших звукових фільмів "Олімпіада мистецтв". У 1931 році працював фоторепортером видавництва "Изобразительное искусство", в якому для спеціального випуску журналу «СРСР на будівництві», разом з фотографом Миколою Штерцером, зробив велику фотосерію аерозйомки Ленінграда з літака-розвідника Р-5 («СССР на стройке». № 11, 1931).
Разом з Олександром Родченко, з 1930 року, керував фотосекцією групи «Жовтень», яка виникла на основі однойменного об'єднання представників різних жанрів і видів мистецтв. Фотосекція стала самостійним творчим фотографічним об'єднанням, яке відоме в історії радянської фотографії як Група жовтня. Брав участь в 1931 році в виставці групи в московському Будинку друку. На сторінках головного фотографічного журналу країни "Пролетарское фото" була розгорнута люта кампанія проти новаторів, так звані «відгуки широкої громадськості» з номера в номер таврували «формалістичні прийоми» жовтенят, і на початку наступного, 1932 року опрацювання відступників від пролетарського методу в фотомистецтві досягла свого апогею до розпуску групи в квітні 1932 року. Наступ на авангардну фотографію, санкціонований партійними інстанціями, був цілком зрозумілий, авангард не вписувавася в ідеологічні канони.
У 1932 році Борис Ігнатович був обраний головою Московської асоціації фотокореспондентів.
У 1932—1934 роках, працюючи кінооператором Союзкінохронікі, зняв документальний нарис «Як працюють Кукринікси», а також документальний фільм режисера А. Єгорова «Електрифікація СРСР». У 1934—1935 роках завідував відділом ілюстрацій газети «Вечірня Москва», співпрацював з газетами «Правда», «Робітнича газета», «Праця», «Комсомольська правда», журналами «Нарпит», «Прожектор», «Червона нива», «Огонёк», «Зміна», «Радянське фото». В середині 1930-х років особливу популярність придбала так звана Бригада Ігнатовича, що знімала для газет «Вечірня Москва», «Будуємо», «Наші досягнення», «Будівництво Москви» і агентства фотоінформації Союзфото, в яку, в 1937 році, входили Е. Лангман, Я. Бродський, Л. Бать, Ольга Ігнатович і Єлизавета Ігнатович, всього 41 штатний кореспондент.
У 1935—1936 роках Ігнатович створив серію про стаханівський рух і фотосерію «Козаки». З 1936 по 1937 роках працював фоторепортером газети «Комсомольская правда». У 1937—1938 роках брав участь у Першій Всесоюзній виставці фотомистецтва, що пройшла в московському Державному музеї образотворчого мистецтва ім. А. С. Пушкіна, ленінградському Державному Російському Музеї та київському Державний музей образотворчого мистецтва. У 1937—1941 роках працював штатним фоторепортером журналу «Будівництво Москви», продовжуючи співпрацювати з журналом «СССР на стройке». У 1938 році брав участь у виставці радянського фотомистецтва в Каунасі (Литва), а в 1938—1939 роках — в міжнародній фотовиставці у Великій Британії.
У 1941 році, з перших днів Німецько-Радянської війни, Борис Ігнатович невідступно слідував за бойовими частинами, як військовий фотокореспондент газети «Бойовий Прапор» 30-ї армії на Калінінському фронті. У своїх фоторепортажах Ігнатович відбив „живі“ хроніки і особи війни: саперні роти і польові кухні, ескадрон кавалеристів, брянських партизанів, снайперів, розвідників і фронтових цирульників. Це були батальні сцени на передовій, замальовки побуту, групові та персональні портрети.
У 1943—1944 роках Ігнатович був відряджений Студією військових художників імені М. Б. Грекова на Західний і Брянський фронти, працював в партизанських загонах Брянщини. У жовтні 1944-го Ігнатович зняв «другий візит» Вінстона Черчилля до Йосипа Сталіна в Москву. У 1945 році фотографував маршала Георгія Жукова на Конференції в Потсдамі при підписанні Потсдамської декларації .
У 1945—1950 роках Ігнатович продовжив працювати в студії імені М. Б. Грекова військовим фотографом. У 1950 році демобілізувався в чині капітана, до цього часу відносяться перші досліди Ігнатовича в кольорової фотографії. Знімав пейзажі, приділяв багато часу портретної фотографії. У повоєнні роки зняв великі фотосерії портретів творчої інтелігенції та військової еліти країни: провідних вчених, академіків, письменників, поетів, художників, скульпторів, артистів, лауреатів Сталінських премій, маршалів і героїв Радянського Союзу.
У 1950—1951 роках працював фотокореспондентом видавництва «Правда» і журналу «Огонёк» і фотохудожником виробничо-технічних майстерень Всесоюзної сільськогосподарської виставки (ВСХВ), де в 1952 році організував лабораторію кольорової фотографії, брав участь у кількох виставках кольорової фотографії.
У 1953—1954 роках працював фотохудожником видавництва «Ізогіз», брав участь у московській виставці «Фотомистецтво СРСР за 40 років». Працював фотографом-художником в «Журналі Мод» в 1954—1955 роках, в «Стройиздат» в 1955—1956 роках, завідував відділом у видавництві «Мистецтво». У 1957 році, коли було відновлено видання журналу «Радянське фото», близько року працював в ньому літературним співробітником. У 1959—1965 роках керував фотостудією на заводі «Серп і молот», консультував у фотостудії клубу «Трудові резерви», вів секцію фоторепортажу в найбільшому фотоклубі країни — легендарному московському «Новаторі», брав участь у всіх звітних виставках клубу.
У 1969 році Борис Ігнатович отримав «право» на велику персональну виставку в Москві [Архівовано 9 жовтня 2021 у Wayback Machine.], після 46 років «країнового визнання», цензури, заборон та ідеологічної критики, експериментування і наставництва, безперервних публікацій у всій мейнстрімівській пресі, участі практично у всіх групових фотовиставок всередині СРСР і за його межами, в тому числі персональних (Німеччина 1929 року, Австрія 1929 року, Велика Британія 1939 Чехословаччина 1947 і Югославія 1949 1958). Фотовиставка стала ювілейною, до 70-річчя Ігнатовича, і була організована Московської організацією Спілки журналістів СРСР в квітні 1969 року в Центральному Будинку журналіста. До неї увійшли багато знакових роботи Ігнатовича, які вдалося відстояти у худради і організаторів, унікальні для того часу, за якістю авторської друку і розміром відбитків. Виставка 1969 року став найбільшою і останньою прижиттєвої персональною виставкою художника в Москві.
У 1972 році відбулася персональна виставка Ігнатовича в Вільнюсі (Литва), організована першим в країні Товариством фотомистецтва Литовської РСР, під егідою якого був створений перший Музей фотографії в Шяуляє. У 1975 році Ігнатович брав участь в двох ювілейних виставкових експозиціях, приурочених до 30-річчя Великої Перемоги та 60-річчю Жовтневої Революції в Москві.
Борис Ігнатович помер 4 квітня 1976 року. Був похований на Рогожском кладовищі в Москві.
Зі спогадів дружини і архівіста Клавдії Миколаївни Ігнатович:
|  | Виконуючи замовлення редакції, він душу вкладав у зйомку. Тому не дивно, що навіть суто індустріальні сюжети виглядають як картини „Розлив сталі, 1938“, „У доменної печі, 1938“. Якщо ж знімав для себе, то міг кілька разів приїжджати на те саме місце. Так було знято „Купола, 1948“ Новодівичого монастиря. Оригінальний текст (рос.) Выполняя заказы редакции, он душу вкладывал в съемку. Поэтому неудивительно, что даже чисто индустриальные сюжеты смотрятся как картины „Разливка стали, 1938“, „У доменной печи, 1938“ . Если же снимал для себя, то мог по нескольку раз приезжать на одно и то же место. Так были сняты „Купола, 1948“ Новодевичьего монастыря. |

## Фільмографія
- Кінонарис «Сьогодні», 1930. Кінорежисер Есфір Шуб, кінооператор Борис Ігнатович. Кіностудія Союзкінохроніка. Частина кадрів фільму була опублікована в журналі Кіно і Життя (1930, № 21)
- Фільм «Олімпіада мистецтв», 1930. Кінооператори Борис Ігнатович і Дмитро Дебабов .
- Документальний кінонарис «Як працюють Кукринікси», 1932. Кінооператор Борис Ігнатович. Кіностудія Союзкінохроніка.
- Документальний фільм «Електрифікація СРСР», 1934. Режисер А. Єгоров, кінооператор Борис Ігнатович.

## Збірки
- Музей образотворчих мистецтв імені А. С. Пушкіна[33]. Москва, Росія.
- Museum Ludwig Collection[34] : Boris Ignatovich. Sammlung Ludwig, Aachen: Ignatowitsch, Boris Wsewolodowitsch. Cologne, Germany
- Art Institute of Chicago[35] . Illinois, USA
- The Museum of Fine Arts[36] . Houston, Texas, USA
- Державний музей РОСФОТО[37] . Санкт-Петербург, Росія
- Museum Folkwang[38] . Essen, Germany
- The Currier Museum of Art[39] . Manchester, New Hampshire, USA
- Spencer Museum of Art [Архівовано 17 листопада 2016 у Wayback Machine.][40] [The University of Kansas]. Lawrence, Kansas, USA
- Pérez Art Museum Miami (PAMM)[41] . Miami, Florida, USA
- Richard and Ronay Menschel Library / Collection[42] . Rochester, New York, USA
- Princeton University Art Museum[43] . Princeton, New Jersey, USA
- Richard And Ellen Sandor Art Foundation / Family Collection[44] . Chicago, Illinois, USA
- Мультимедіа Арт Музей [Архівовано 17 листопада 2016 у Wayback Machine.][45] / Московський Дім Фотографії. Москва, Росія
- Alex Lachmann Collection. Cologne, Germany
- Nailya Alexander Gallery [Архівовано 16 листопада 2021 у Wayback Machine.][46] . New York, USA
- Robert Koch Gallery[47] . San Francisco, USA
- National Gallery of Canada[48] . Ottawa, Canada
- Art Gallery of New South Wales[49] . Sydney, Australia
- Фонд Інноватор [Архівовано 9 жовтня 2021 у Wayback Machine.][50] . Фотографічний архів і іконографічна колекція. Москва, Росія

## Публікації
- Sowjetische Fotografien. Politische Bilder 1918—1941. Soviet Photographs from the Daniela Mrázkowá Collection / The Peter and Irene Ludwig Foundation. Steidl, 2010. 240 pp., 324 color illustrations ISBN 3-86930-053-1
- Margarita Tupitsyn, Glaube, Hoffnung — Anpassung: Sowjetische Bilder 1928—1945, Essen, 1995
- Galerie Alex Lachmann, Soviet photography of the 20s and 30s, 1991
- What is Photography, 150 years of Photography, Praha, 1989, pp.128-129
- A.Lavrentiev, P.Sers, Rodtchenko et le Groupe Octobre, Hazan, 2006, p.258
- McDarrah, Gloria S., et al. The photography encyclopedia. New York: Schirmer, 1999.. // ISBN 0-02-865025-5
- Schwartz, Dona. Camera Clubs and Fine Art Photography: The Social Construction of an Elite Code. . - Originally published in Urban Life, vol. 15, no. 2 (July 1986), pp.165-195
- Lynch-Johnt, Barbara, and Michelle Perkins. Illustrated dictionary of photography: the professional's guide to terms and techniques. . - Buffalo, NY: Amherst Media, 2008. ISBN 978-1-58428-222-8
- Michael Peres (Editor-in-Chief). 2007, Focal Encyclopedia of Photography, 4th edition, (Focal Press) ISBN 0-240-80740-5, ISBN 978-0-240-80740-9 — 2007.
- Фотоальбом «Державна Збройна палата в Московському Кремлі», Москва
- Ігнатович Борис «Фотографії 1972—1963» Фотоальбом Видавництво Московський будинок фотографії, 2002 г. 144 стр. ISBN 5-88896-099-3
- Валерій Стігнеев "Борис Ігнатович. Фотографічне спадщина ", Видавництво Арт-Родник 2007 ISBN 978-5-9561-0271-8
- Антологія Радянської фотографії, 1917—1940. Видавництво Планета, Москва тисячу дев'ятсот вісімдесят шість
- Антологія Радянської фотографії, 1941—1945. Видавництво Планета, Москва 1987
- Propaganda & Dreams, Edition Stemmle 1999 ISBN 3-908161-80-0
- D.Mrazkova, V.Remes, Early Soviet Photographers, Museum of Modern Art Oxford, John Hoole Edition, 1982, pp.28-29
- Pionniers de la photographie Russe Soviétique, Editions Philippe Sers, Paris, 1983, p.57
- Political Images, Soviet Photographs, The Daniela Mrazkova Collection, Museum Ludwig, Steidl 2009, p.66
- Волков-Ланніт Л. Ф., Борис Ігнатович. Москва, 1973
- Борис Ігнатович: Класик національної фотографії. 1927—1963. Каталог виставки на честь 100-річчя від дня народження. Із зібрання Державного музею образотворчих мистецтв ім. А. С. Пушкіна, архіву родини Б. Ігнатовича та інших приватних зібрань. Автори статей К. Н. Ігнатович, А. Н. Лаврентьєв., 2002
- Борис Ігнатович. Альбом-каталог. Із зібрання Центрального архіву аудіовізуальних документів Москви. М., 2006. Н. Н. Митрофанов
- Велика утопія. Російський і радянський авангард, 1915—1932. Видавництво: Галарт, Бентеллі, 1993
- Stepanova, Varvara (1894—1958), book designer. Kaganovich, Lazar (1893—1991). From Merchant Moscow to Socialist Moscow [Ot Moskvy Kupecheskoy k Moskve Socialisticheskoy]. IZOGIZ, Moscow 1931. 22 pages of b / w illustrations, with photos contributed by Rodchenko, Ignatovich, Langman, and other leading Soviet photographers.
- Wilhelm Hornbostel, Karlheinz Kopanski, Thomas Rudi, Museum für Kunst und Gewerbe, Hamburg; Wintershakk AG, Kassel; OAO Gazprom, Moskau. Russische Avantgarde 1910—1934: Mit voller Kraft, Hamburg Edition Braus, 2001.